# Панкер
Панкер (нім. Panker) — громада в Німеччині, розташована в землі Шлезвіг-Гольштейн. Входить до складу району Плен. Складова частина об'єднання громад Лютьєнбург.
Площа — 22,74 км2. Населення становить 1408 ос. (станом на 31 грудня 2020).

## Галерея

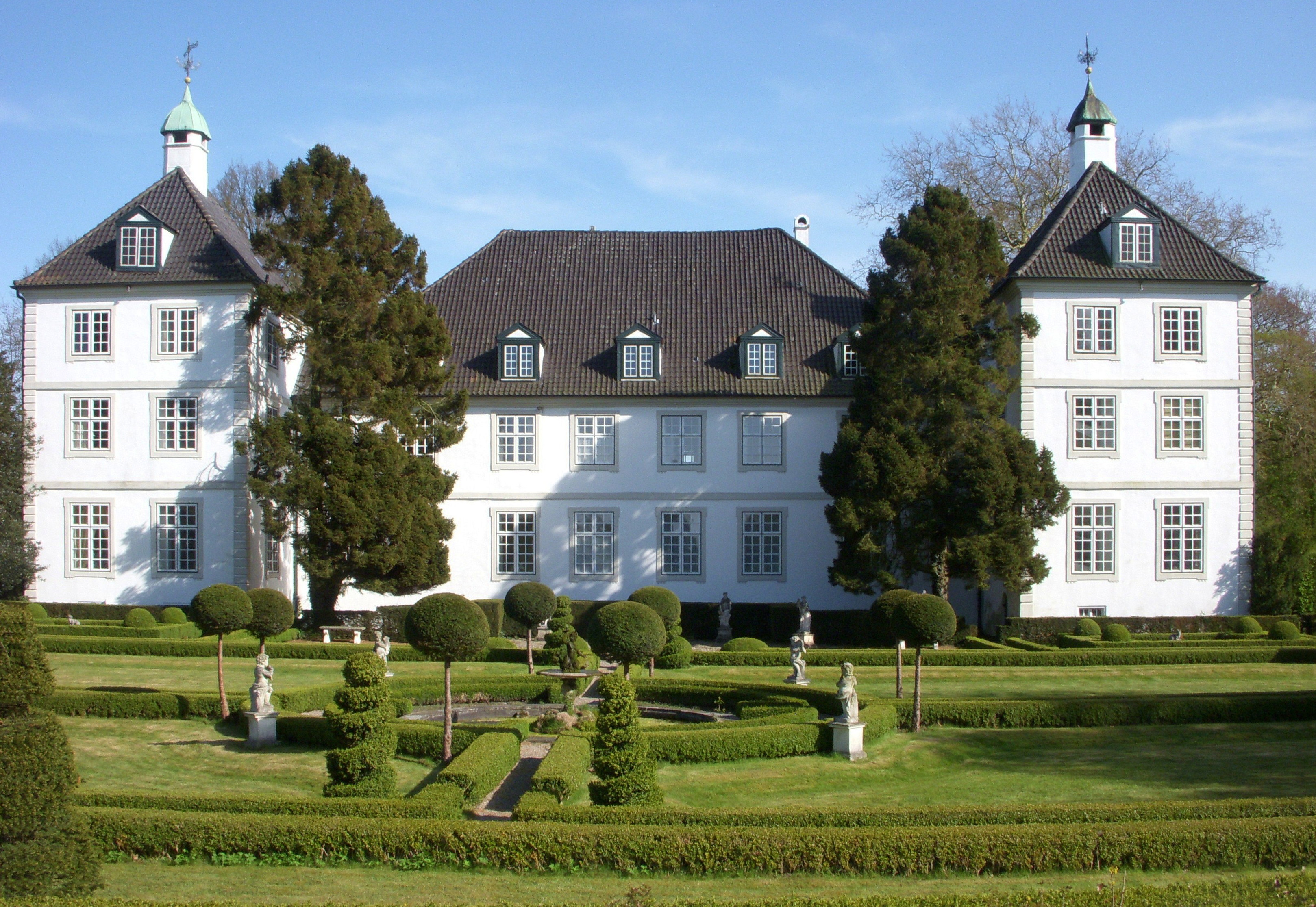